# Förlovningen i klostret

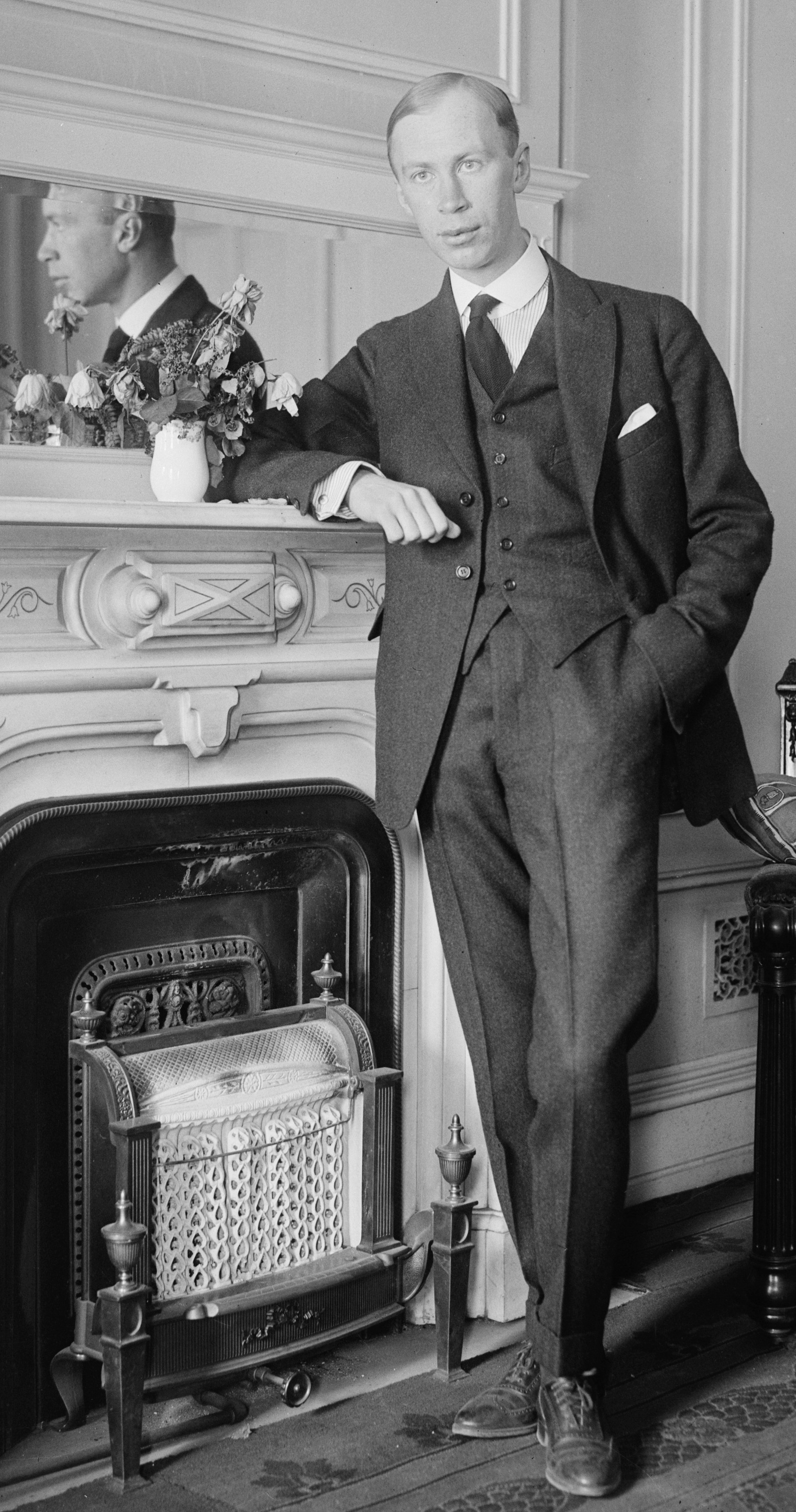
Sergej Prokofjev

Förlovningen i klostret (ryska: Обручение в монастыре; Obrutjenije v monastyre) är en opera i fyra akter med text och musik av Sergej Prokofjev. Librettot skrevs av tonsättaren tillsammans med Mira Mendelson efter Richard Brinsley Sheridans pjäs The Duenna (1775).

## Historia
En engelsk pjäs med spanska inslag från 1700-talet kan tyckas som ett otänkbart libretto för Prokofjev att tonsätta 1940. Hans ansträngningar att framställa patriotisk musik som kunde tänkas blidka Stalin, däribland operan Semjon Kotko, hade inte visat sig framgångsrikt. Till och med hans triumfartade filmmusik till Sergej Eisensteins epos Storm över Ryssland om den ryske folkhjälten Alexander Nevskij och dess grymma skildring av de tyska riddarna hade gått om intet när Sovjet undertecknade Molotov–Ribbentrop-pakten 1939. Prokofjev beslöt att göra som han hade gjort i gamla tider; roa sig själv. På grund av kriget hade operan inte premiär förrän den 3 november 1946 på Mariinskijteatern i Leningrad.

## Personer
- Don Jerome (tenor)
- Don Ferdinand, son till Don Jerome (baryton)
- Louisa, Don Jeromes dotter (sopran)
- Duenna (förklädet) (mezzosopran)
- Don Antonio (tenor)
- Clara d'Almanza (mezzosopran)
- Mendoza, en fiskhandlare (bas)
- Don Carlos, Mendozas vän (baryton)
- Fader Augustin (bas)
- Fader Elustaf (tenor)
- Fader Chartreuse (bas)
- Fader Benedictine (bas)
- Lauretta (sopran)
- Rosina (sopran)
- Lopez (tenor)
- Pablo
- Pedro
- Miguel
- Tre maskerade
- Två lekmän

## Handling
Sevilla, 1700-talet.

### Akt I
Adelsmannen Don Jerome och fiskhandlaren Mendoza diskuterar Mendozas kommande bröllop med don Jeromes dotter Louisa. Under tiden blir Louisa uppvaktad av sin älskade Antonio. Hennes bror Ferdinand blundar för situationen så att Antonio inte längre ska ha ögon för Clara, som Ferdinand älskar. Efter en kärleksduett och några maskeradbyten beslutar sig don Jerome att kvickt gifta bort Louisa med Mendoza.

### Akt II
Louisa och hennes förkläde, som suktar efter Mendozas förmögenhet, planerar hennes flykt: hon ska lämna sin faders hus förklädd till förklädet, som enligt planen har blivit uppsagd av don Jerome. Nere vid vattnet möts Louisa och Clara, som också har undsluppit ett förtryckande hushåll, även om hon är mindre glad över att Ferdinand har hjälpt henne. Clara beslutar sig för att söka tillflykt i ett kloster och Louisa antager hennes klädnad. Hon möter Mendoza, som aldrig har sett henne och ber honom att överräcka ett brev till Antonio. Den falska Louisa (det förklädda förklädet) får besök av Mendoza som överraskas av hennes vackra yttre och övertalar henne att fly med honom.

### Akt III
Antonio tillkallas av Mendoza för att möta Clara, men märker snart att det är en förklädd Louisa. Mendoza blir nöjd med vad han ser. Don Jerome musicerar hemma med en vän och sin betjänt. Han luras att ge sin välsignelse till förlovningen mellan Mendoza och Louisa. Clara som trånar efter Ferdinand, går förtvivlad omkring i klostret.

### Akt IV
I ett kloster fullt av lystna munkar ordnar allt upp sig. De två unga paren erhåller sina välsignelser, inklusive Mendoza och det utklädda förklädet. Allt avslöjas hemma hos don Jerome.